# Orguse (Juuru)
Orguse est un village de la commune et du comté de Rapla en Estonie. Entre 1991 et 2017, il faisait partie de la commune de Juuru.